# Сценска шминка
Сценска шминка (позната и као позоришна или филмска шминка) је специјализована врста шминке која се користи у сценским уметностима – позоришту, филму, телевизији, опери и балету – са циљем визуелне трансформације глумца или извођача у лик који тумачи. За разлику од свакодневне (козметичке) шминке, сценска шминка је често интензивнија и трајнија, дизајнирана да буде видљива под јаким сценским осветљењем или пред камерама високе резолуције. Њена улога није само улепшавање, већ пре свега стварање и дефинисање карактера. Особа која се професионално бави овим послом назива се сценски маскер.

## Функције сценске шминке
Сценска шминка има неколико кључних функција:
- Корективна функција: Јако сценско светло може учинити да лице глумца изгледа равно, бледо и без израза. Основна (корективна) шминка служи да неутралише овај ефекат, да нагласи природне црте лица (очи, јагодице, усне) и да их учини видљивим публици, чак и у последњим редовима позоришта.
- Карактеризациона функција: Ово је најважнија улога сценске шминке. Она помаже глумцу да се трансформише у лик који тумачи. Променом боје тена, цртањем бора, додавањем сенки или променом облика обрва, маскер може визуелно да прикаже старост, здравствено стање, социјални статус, па и карактерне особине лика.
- Трансформативна функција: Помоћу шминке, глумац се може потпуно трансформисати у нешто што није, било да је у питању историјска личност, животиња, митолошко биће или лик из научне фантастике. Ова функција је посебно изражена у фантастици и специјалним ефектима.

## Историјски развој
Употреба маске и боје за трансформацију лица стара је колико и сам ритуал и позориште.
- Античко позориште: У античкој Грчкој и Риму, глумци су носили маске како би приказали различите карактере (трагичне, комичне), пол или старост лика.
- Средњи век: У средњовековним верским представама (мистерије, миракули), шминка се користила за основну карактеризацију – лице Бога или анђела бојено је у бело или златно, док су ђаволи били црни или црвени.
- Ренесанса и барок: У ренесансном и барокном позоришту, као и у комедији дел арте, глумци су користили шминку на бази оловног белила и других пигмената како би постигли бледи тен, румене образе и нагласили очи.
- XIX век: Са појавом гасног, а касније и електричног осветљења у позориштима, постала је неопходна софистициранија шминка. Немачки оперски певач Лудвиг Лајхнер изумео је greasepaint – масну позоришну шминку у штапићима, што је представљало револуцију у сценској шмин-ци.[2]
- XX век: Развој филма, посебно појава крупног плана, захтевао је много прецизнију и реалистичнију шминку. Ово је довело до развоја нових материјала и техника, укључујући и специјалне ефекте шминке.

## Врсте сценске шминке
- Корективна (основна) шминка (Straight makeup): Ова шминка наглашава природне црте лица глумца и чини их видљивим под сценским светлима. Коригују се ситне неправилности и ствара се уједначен тен.
- Карактерна шминка (Character makeup): Ово је сложенији вид шминке, којим се лице глумца мења како би се створио одређени лик. Технике укључују:
  - Постаривање или подмлађивање: Цртањем бора, сенчењем, додавањем седих у косу.
  - Промена црта лица: Нос, брада или јагодице се могу визуелно променити техником светла и сенке, или додавањем мањих уметака.
  - Специфични изгледи: Приказивање болести, умора, емоционалних стања.
- Фантастична шминка (Fantasy makeup): Користи се за креирање нељудских ликова – животиња, митолошких бића, ванземаљаца. Омогућава потпуну креативну слободу.
- Специјални ефекти шминке (SFX): Ово је најсложенији облик сценске шминке који користи простетичке делове. Простетика обухвата израду и наношење тродимензионалних додатака од материјала попут латекса, силикона или желатина, како би се креирале реалистичне ране, ожиљци, опекотине, деформације или потпуно нови облици лица.[3]

## Материјали и алати
Сценски маскери користе широк спектар специјализованих производа и алата:
- Шминка: Масна шминка (greasepaint), шминка на бази воде или алкохола, течни латекс, вештачка крв.
- Простетички материјали: Латекс, пенасти латекс, силикон, желатин.
- Лепкови: Медицински лепкови за причвршћивање простетике и власуљарских додатака.
- Алати: Четкице, сунђери, шпатуле за моделовање, ваздушни пиштољ (airbrush).

## Процес дизајна и примене
Процес креирања сценске шминке почиње читањем сценарија и разговором са редитељем и другим члановима ауторског тима. На основу тога, сценски маскер прави скице и дизајнира изглед за сваки лик. Пре представе или снимања, маскер наноси шминку на глумца, што може трајати од неколико минута до више сати за сложене маске. Током извођења, маскер је често присутан иза сцене ради брзих корекција и одржавања континуитета маске.